# ADRB2
ADRB2 (англ. Adrenoceptor beta 2) – білок, який кодується однойменним геном, розташованим у людей на короткому плечі 5-ї хромосоми.  Довжина поліпептидного ланцюга білка становить 413 амінокислот, а молекулярна маса — 46 459.
| 10         |  | 20         |  | 30         |  | 40         |  | 50         |
| ---------- |  | ---------- |  | ---------- |  | ---------- |  | ---------- |
| MGQPGNGSAF |  | LLAPNGSHAP |  | DHDVTQERDE |  | VWVVGMGIVM |  | SLIVLAIVFG |
| NVLVITAIAK |  | FERLQTVTNY |  | FITSLACADL |  | VMGLAVVPFG |  | AAHILMKMWT |
| FGNFWCEFWT |  | SIDVLCVTAS |  | IETLCVIAVD |  | RYFAITSPFK |  | YQSLLTKNKA |
| RVIILMVWIV |  | SGLTSFLPIQ |  | MHWYRATHQE |  | AINCYANETC |  | CDFFTNQAYA |
| IASSIVSFYV |  | PLVIMVFVYS |  | RVFQEAKRQL |  | QKIDKSEGRF |  | HVQNLSQVEQ |
| DGRTGHGLRR |  | SSKFCLKEHK |  | ALKTLGIIMG |  | TFTLCWLPFF |  | IVNIVHVIQD |
| NLIRKEVYIL |  | LNWIGYVNSG |  | FNPLIYCRSP |  | DFRIAFQELL |  | CLRRSSLKAY |
| GNGYSSNGNT |  | GEQSGYHVEQ |  | EKENKLLCED |  | LPGTEDFVGH |  | QGTVPSDNID |
| SQGRNCSTND |  | SLL        |  |            |  |            |  |            |

A: Аланін

C: Цистеїн

D: Аспарагінова кислота

E: Глутамінова кислота

F: Фенілаланін

G: Гліцин

H: Гістидин

I: Ізолейцин

K: Лізин

L: Лейцин

M: Метіонін

N: Аспарагін

P: Пролін

Q: Глутамін

R: Аргінін

S: Серин

T: Треонін

V: Валін

W: Триптофан

Кодований геном білок за функціями належить до рецепторів, g-білокспряжених рецепторів, білків внутрішньоклітинного сигналінгу, фосфопротеїнів. 
Задіяний у такому біологічному процесі як поліморфізм. 
Локалізований у клітинній мембрані, мембрані, ендосомах.